# Stenoluperus bicarinatus
Stenoluperus bicarinatus es una especie de insecto coleóptero de la familia Chrysomelidae.
Fue descrita científicamente en 1889 por Weise.